# Torarp
Torarp is een plaats in de gemeente Karlshamn in het landschap Blekinge en de provincie Blekinge län in Zweden. De plaats heeft 273 inwoners (2005) en een oppervlakte van 80 hectare en ligt vlak bij de kust.